# 国民和解のための大会議
国民和解のための大会議（こくみんわかいのための だいかいぎ、英語: Grand Conference on National Reconciliation）は、ソマリランドの治安回復のため、1993年1月24日から同年5月の間に、ソマリランドの各氏族の長老がソマリランドのボラマ（ボロマ）で開催した会議。一般には開催地を取ってボラマ会議、ボロマ会議とも呼ばれる。

## 開催までの経緯
1991年にソマリア内戦が勃発すると、5月に旧イギリス領ソマリランド地域でソマリ国民運動（SNM）が北部人大会議をブラオで開催し、1960年の南北ソマリア合併条約を放棄し、ソマリランド共和国の独立を宣言した。暫定大統領にはSNM議長のアブドゥラフマン・アリ・トゥールが就任したものの、国際的な国家承認が無いため、ソマリランドは経済的に非常に困窮していた。
同年末からは主要都市で北部の有力氏族イサックの主流派支族とそれ以外の支族との間で軍事衝突が起こるなどして、SNM政府は機能不全に陥った。

## 会議開催
政府に代わって治安回復に取り組んだのは氏族の長老から成る会議（Guurti）であった。長老会議は1991年から1993年までの間に9回行われてきていたが、1993年1月24日から同年5月の間にボラマで開催された会議は「国民和解のための大会議」と呼ばれ、全氏族の長老150名が出席し、ソマリランド全体の長老会議という形態をとった。
会議では、武装民兵の武器を民兵ごと政府の管轄に置き、国軍に1万人、警察に5千人、刑務所看守に5千人配分し、残る3万人は武器を軍に渡して民間に戻るという計画を中心とした治安維持計画・「安全と平和憲章」や、2年間の暫定憲法に相当する「国民憲章」を採択した。
国民憲章の概要は次のとおり。
- 政府（執行評議会）と、非公選の長老院と選挙により選出される下院からなる二院制の議会を設置（10条）。ここでは、西洋の制度とソマリアの「伝統」的な氏族代表の制度を融合したビール（beel）体制という全会一致方式を採用した形をとることになった。
- 平和維持に当たる長老院は、大統領、副大統領、下院議員の任命権を有し、国家諸機関が機能不全に陥った場合には問題解決のための会議の開催権を有する。
- 裁判所、会計検査院、中央銀行等の設置。

国民憲章にのっとり、1993年6月にイブラヒム・エガル（英: Muhammad Haji Ibrahim Egal）が大統領に、アウ・アリ（英: Abdulrahman Aw Ali）が副大統領に就任した。
この体制下で、一定の機能を果たしうる政府が確立されたほか、経済機能が回復するなどの状況改善は見られた。また「武器回収計画」は国連やUNDPの協力を得て成功にいたっている。

## その後
その後、新憲法の制定と民主主義体制への移行がなされたが、2011年現在においてもソマリランドには82人の長老から成る議会上院（Golaha Guurtida、長老院とも）が設置されている。